# Memorial Cup 1926
Der Memorial Cup 1926 war die achte Austragung des gleichnamigen Turniers. Teilnehmende Mannschaften waren als Meister ihrer jeweiligen Ligen die Calgary Canadiens (Calgary City Junior Hockey League) sowie das Team der Queen’s University, die Queen’s Golden Gaels, aus der Ontario Hockey Association. Der Turniersieger wurde erstmals nicht anhand der erzielten Tore ermittelt; der Modus sah eine Best-of-Three-Serie vor. Das Turnier wurde in Winnipeg ausgetragen.
Die Calgary Canadians gewannen nach ihrer zweiten Finalteilnahme nach 1924 ihren ersten und einzigen Memorial Cup. Erst beim Memorial Cup 1999 sollte mit den Calgary Hitmen wieder ein Team aus Calgary im Finale dieses Wettbewerbs stehen. Die Queen’s University war zudem die letzte Universität, die an einer Memorial-Cup-Endrunde teilnahm.

## Ergebnisse
Im ersten Drittel des ersten Spiels der Serie ging Queen’s nach Toren von Carl Voss und Reid mit 2:1 in Führung, Calgarys Treffer erzielte George McTeer. Im zweiten Spielabschnitt traf zweimal der Spieler McPherson für die Universitätsmannschaft, Paul Thompson erzielte im Schlussdrittel lediglich den Anschlusstreffer.
| 23. März 1926 | Calgary Canadians | 2:4 (1:2, 0:2, 1:0) | Queen’s University | Shea’s Amphitheatre, Winnipeg |

Das zweite Spiel gewann Calgary dank eines späten Tores von Verteidiger Gordon Savage. Die Canadians gingen im ersten Drittel durch Tore von Thompson und Donnie McFadyen in Führung. Im Schlussdrittel traf der Spieler Hartley zweimal zum zwischenzeitlichen Ausgleich, ehe Savage das Spiel für die Calgary Canadians entschied.
| 25. März 1926 | Calgary Canadians | 3:2 (2:0, 0:0, 1:2) | Queen’s University | Shea’s Amphitheatre, Winnipeg |

Die Canadians lagen nach Toren von Thompson, Ronnie Martin und wieder Thompson vor dem letzten Drittel mit 3:0 vorne. Für die Queen’s University trafen im Schlussabschnitt noch die Spieler Voss und Hartley.
| 26. März 1926 | Calgary Canadians | 3:2 (1:0, 2:0, 0:2) | Queen’s University | Shea’s Amphitheatre, Winnipeg |

## Memorial-Cup-Sieger
Die Mannschaft der Calgary Canadians bestand aus den Spielern Charles „Chuck“ Dunn, Irving Frew, Ronnie Martin, Joe McGoldrich, Donnie McFadyen, George McTeer, Tony Savage, Bert Taylor, Paul Thompson und Sam Timmins. Manager und Trainer des Teams war Eddie Poulin.